# Venustiano Carranza (Puebla)
Pour les articles homonymes, voir Venustiano Carranza (homonymie) et Carranza.
La municipalité de Venustiano Carranza est l'une des 217 municipalités de l'État de Puebla, et est située dans les confins nord de cet État. Située à l'ouest du golfe du Mexique, elle fait partie du bassin versant du fleuve Río Cazones. Elle est limitrophe à l'est de l'État de Veracruz. Son chef-lieu est la ville de éponyme de Venustiano Carranza. Elle dépend de la région Sierra Norte, qui est une des 7 régions administratives de l'État de Puebla.

## Géographie
La municipalité de Venustiano Carranza est bordée au sud par le fleuve Río Cazones, puis son principal affluent, le San Marcos, tandis qu'elle est traversée par un autre affluent, le Río Totolapa, qui prend ensuite le nom d'Agua Fría, et qu'un affluent du San Marcos, la rivière María Andrea, la limite au sud-ouest. Établie sur les piémonts orientaux du massif de la Sierra Madre orientale, son altitude oscille entre 80 et 500 mètres. Son chef-lieu, la ville éponyme de Venustiano Carranza, se trouve au centre-est de son territoire, qui comprend une autre agglomération urbanisée, Ciudad de Lazaro Cardenas, située près de sa limite sud-ouest. Son territoire couvre une superficie de 316,56 km2, et était peuplée en 2020 de 28 395 habitants, pour une densité de 89,7 habitants par km2.
Cette municipalité est limitrophe au nord-ouest de celle de Francisco Z. Mena, à l'ouest de celle de Pantepec, au sud-ouest de celle de Jalpan, puis dans l'État de Veracruz, au sud de celle de Coyutla, à l'est de celle de Coatzintla, et au nord-est de celle de Tihuatlán.

## Composition et démographie
La municipalité était composée en 2010 de 157 localités.
| Localité                              | Population |
| ------------------------------------- | ---------- |
| Ciudad Lázaro Cárdenas                | 11 777     |
| Venustiano Carranza                   | 5726       |
| Coronel Tito Hernández (María Andrea) | 2440       |
| San José                              | 689        |
| Reste des localités                   | 7258       |
| Total population                      | 27 890     |

En plus de l'espagnol, plusieurs langues amérindiennes sont parlées dans la municipalité, dont les principales sont par ordre d'importance : le nahuatl, le totonaque, l'otomí, et dans une moindre mesure le tepehuan.

## Histoire
Durant la période préhispanique, cette micro-région dépendait de la ville aztèque de Texcoco.
Durant la période hispanique, la principale localité du secteur se nomme Agua Fría, nom qui correspond à celui d'une des rivières tributaires du fleuve Río Cazones traversant la municipalité.
La municipalité de Venustiano Carranza est créée par décret en 1951, sur une partie du territoire de sa voisine Jalpan.

## Économie

### Pétrochimie
La municipalité fait partie du bassin producteur d'hydrocarbures de Chicontepec, qui s'étend du nord au sud dans le nord de l'État de Veracruz, et déborde légèrement dans celui de Puebla. Malgré d'importants investissements de l'État et de la compagnie pétrolière publique Pemex, sa production n'excède pas 200 barils par jour.